# Patrimonio artístico

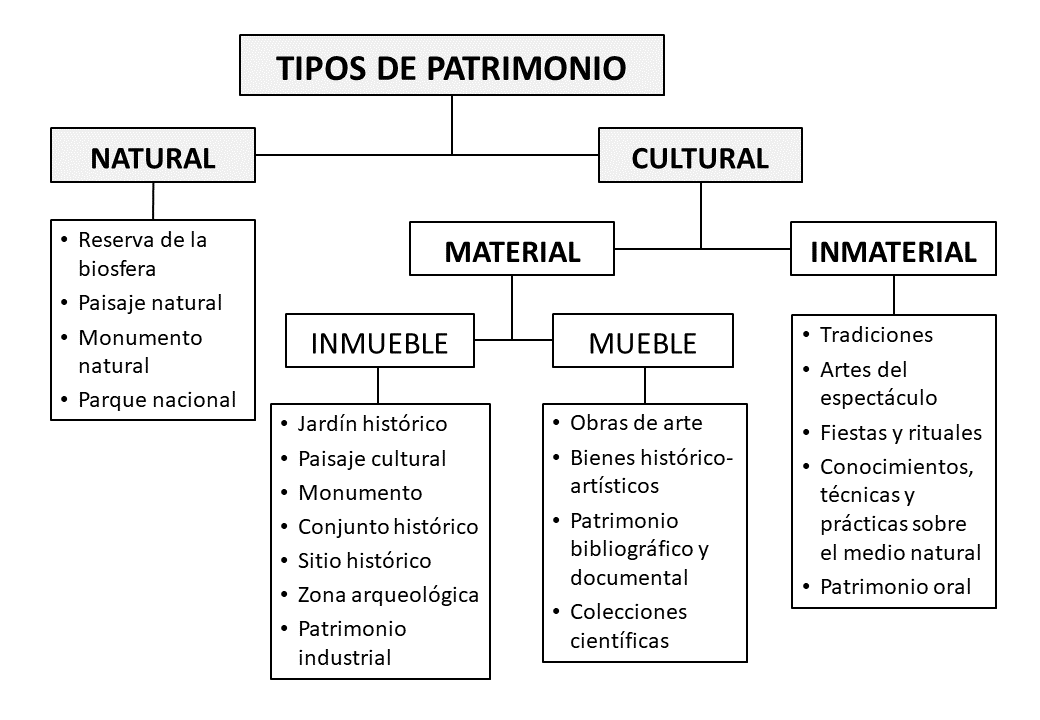
Tipos de patrimonio.

El patrimonio artístico es la parte del patrimonio cultural y del patrimonio histórico que se manifiesta en las obras de arte.
Buena parte del Patrimonio de la Humanidad o Patrimonio Mundial, definido por la UNESCO, consiste en patrimonio artístico.
También se utiliza la expresión patrimonio histórico-artístico, especialmente en España, donde ciertas zonas se declaran conjunto histórico-artístico y ciertos monumento histórico-artístico. También existió la denominación Monumento Artístico Nacional. El Servicio de Defensa del Patrimonio Artístico Nacional (SDPAN) fue el nombre de una institución que operó durante la guerra civil española en el bando sublevado; y se creó el Patrimonio Nacional para gestionar los Reales Sitios y otros monumentos y obras de arte.

## Instituciones locales

### Brasil
- En Sao Paulo existe un Consejo de Defensa del Patrimonio Histórico Arqueológico, Artístico y Turístico.l

### España
- Patrimonio artístico y monumental de la provincia de Almería
- Patrimonio histórico-artístico y museos de Almería
- Anexo:Patrimonio artístico y turismo en la Comunidad de Madrid
- Anexo:Catálogo del patrimonio cultural e histórico artístico de Urdaibai

### República Dominicana
- Centro de Investigación Tecnológico para la Preservación del Patrimonio Cultural